# Linh Đàm
Linh Đàm là một khu đô thị nằm ở cửa ngõ phía nam thành phố Hà Nội, Việt Nam. Đây vốn là một làng quê có lịch sử lâu đời tại Hà Nội. Từ cuối thập niên 1990, khu vực Linh Đàm được chính quyền triển khai xây dựng thành một khu đô thị mới, là một trong những dự án khu đô thị mới đầu tiên của thành phố.

## Địa lý

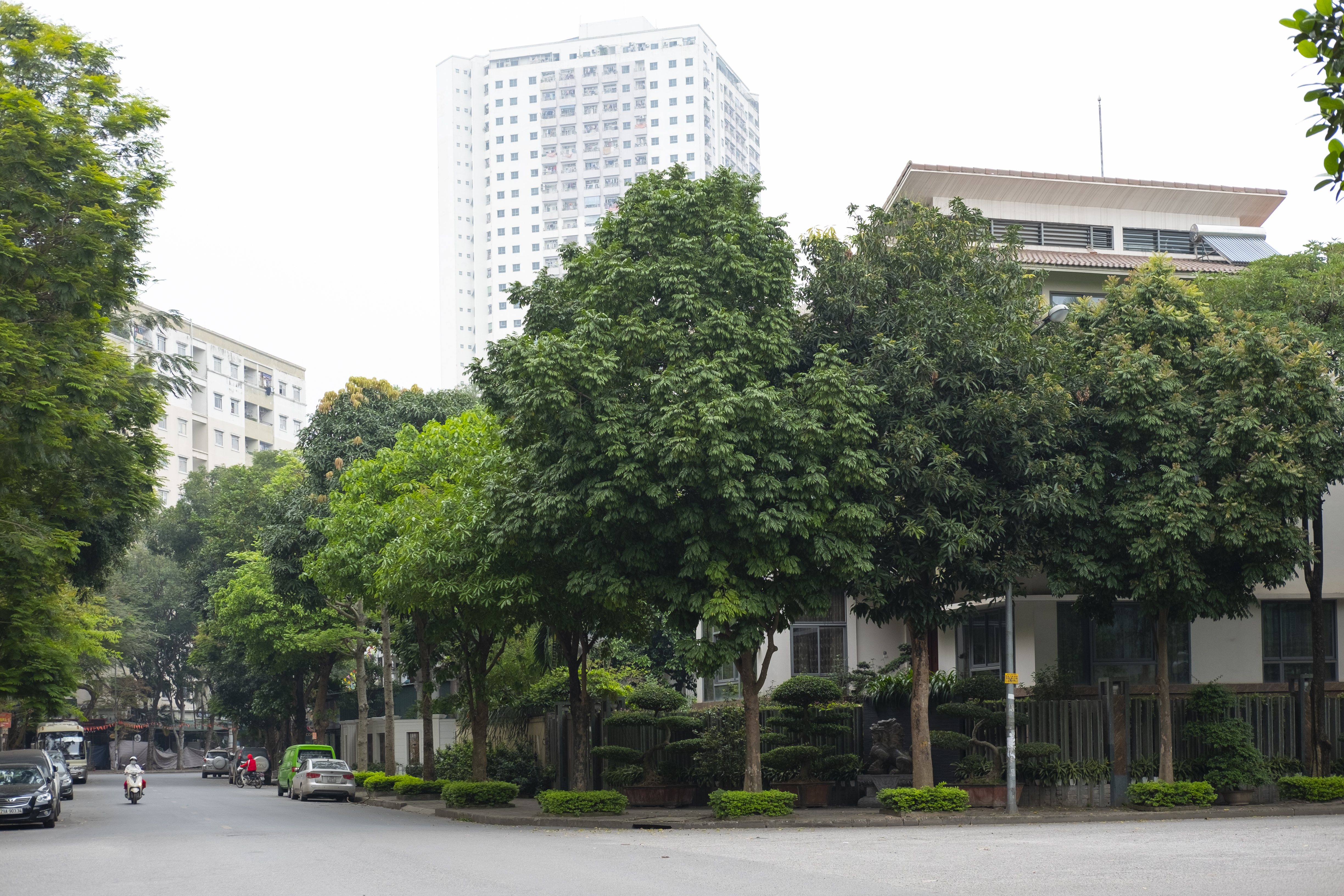
Biệt thự trong khu đô thị Linh Đàm

Khu đô thị Linh Đàm nằm trên địa bàn hai phường Hoàng Liệt và Đại Kim thuộc quận Hoàng Mai, có tổng diện tích 184,09 ha. Trong đó 74 ha là diện tích mặt nước của hồ Linh Đàm (cũng được gọi là đầm Linh Đàm). Đây vốn là một đầm nước tự nhiên hình móng ngựa, hiện có chức năng là một hồ điều hòa của thành phố.

## Lịch sử
Linh Đàm xưa vốn có tên là Linh Đường, là một thôn thuộc tổng Thanh Liệt, huyện Thanh Trì, phủ Thường Tín, tỉnh Hà Nội (sau là tỉnh Hà Đông). Đến cuối thế kỷ 19, do kỵ húy vua Đồng Khánh nên tên làng mới đổi thành Linh Đàm. Sau Cách mạng Tháng Tám năm 1945, làng Linh Đàm hợp với làng Đại Từ thành xã Linh Đàm thuộc quận VI ngoại thành. Tuy nhiên đến năm 1955, các xã được sắp xếp lại, làng Đại Từ sáp nhập với xã Tam Kim thành xã Đại Kim, còn làng Linh Đàm trở thành một thôn của xã Hoàng Liệt và nay là phường Hoàng Liệt.

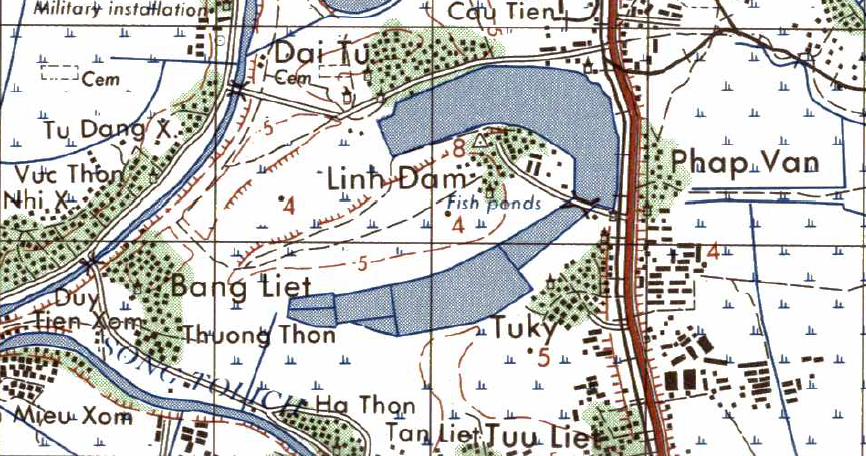
Linh Đàm năm 1983, cho thấy khu vực này chủ yếu là ruộng lúa và không có người ở.

Theo ông Đỗ Viết Chiến, Nguyên Cục trưởng Cục Phát triển đô thị, người được xem là "cha đẻ" của đồ án quy hoạch khu đô thị Linh Đàm, việc quy hoạch được triển khai từ năm 1990–1992. Năm 1994, dự án hồ Linh Đàm đã được giải thưởng kiến trúc quốc gia và giải thưởng Thăng Long của Hà Nội. Ngày 8 tháng 6 năm 1994, Thủ tướng Chính phủ đã ban hành Quyết định số 304/TTg về việc giao đất cho Công ty Phát triển nhà và đô thị (nay là Tổng công ty Đầu tư phát triển nhà và đô thị) để thực hiện dự án khu hồ Linh Đàm. Ngày 15 tháng 6 năm 1997, Công ty Phát triển nhà và đô thị đã khởi công xây dựng khu nhà ở Bắc Linh Đàm. Đến năm 2000, khu vực bán đảo Linh Đàm cũng được triển khai xây dựng. Theo quy hoạch ban đầu, khu đô thị với diện tích khoảng 184 ha bao gồm: làng du lịch Linh Đàm 6,65 ha, văn phòng và nhà ở cao cấp 8,4 ha, biệt thự 7,66 ha, khu nhà ở Bắc Linh Đàm 10 ha, khu văn hóa, thương mại, khách sạn 12,44 ha, khu cây xanh, công viên vui chơi 35,3 ha; còn lại là diện tích hồ Linh Đàm 74 ha.
Hạ tầng khu đô thị Linh Đàm cơ bản hoàn thành vào cuối thập niên 2000. Vào ngày 22 tháng 1 năm 2009, Bộ Xây dựng đã có Quyết định 74/QĐ-BXD về việc công nhận Khu đô thị mới Linh Đàm là Khu đô thị mới kiểu mẫu. Đây là một trong hai khu đô thị kiểu mẫu của Việt Nam lúc bấy giờ, cùng với khu đô thị Phú Mỹ Hưng tại Thành phố Hồ Chí Minh.
Tuy nhiên, khu đô thị sau đó lại bị điều chỉnh quy hoạch theo hướng tăng không gian nhà ở. Khu dịch vụ tổng hợp kết nối giữa khu Bắc Linh Đàm, bán đảo Linh Đàm, khu Tây Nam Linh Đàm trên thực tế lại bị các nhà đầu tư xây dựng thành khu chung cư cao tầng giá rẻ. Các tòa nhà cao tầng này, trong đó có khu chung cư HH Linh Đàm của Tập đoàn Mường Thanh, được xem là nguyên nhân khiến cho quy hoạch ban đầu của khu đô thị Linh Đàm bị phá vỡ, khi dân số của khu vực từ 25.000 người theo dự kiến tính đến năm 2017 đã lên đến 60.000 người, còn diện tích cây xanh bị giảm từ 13 m²/người xuống chỉ còn xấp xỉ 4 m²/người. Quy mô dân số tăng gấp nhiều lần so với quy hoạch đã khiến cho hạ tầng khu đô thị bị quá tải. Do đó, đã có nhiều ý kiến đề nghị thu hồi danh hiệu khu đô thị kiểu mẫu của Linh Đàm.

## Di tích
Trên địa bàn khu đô thị có ba di tích là đình Linh Đàm, chùa Linh Đàm và miếu Gàn.

## Sai phạm

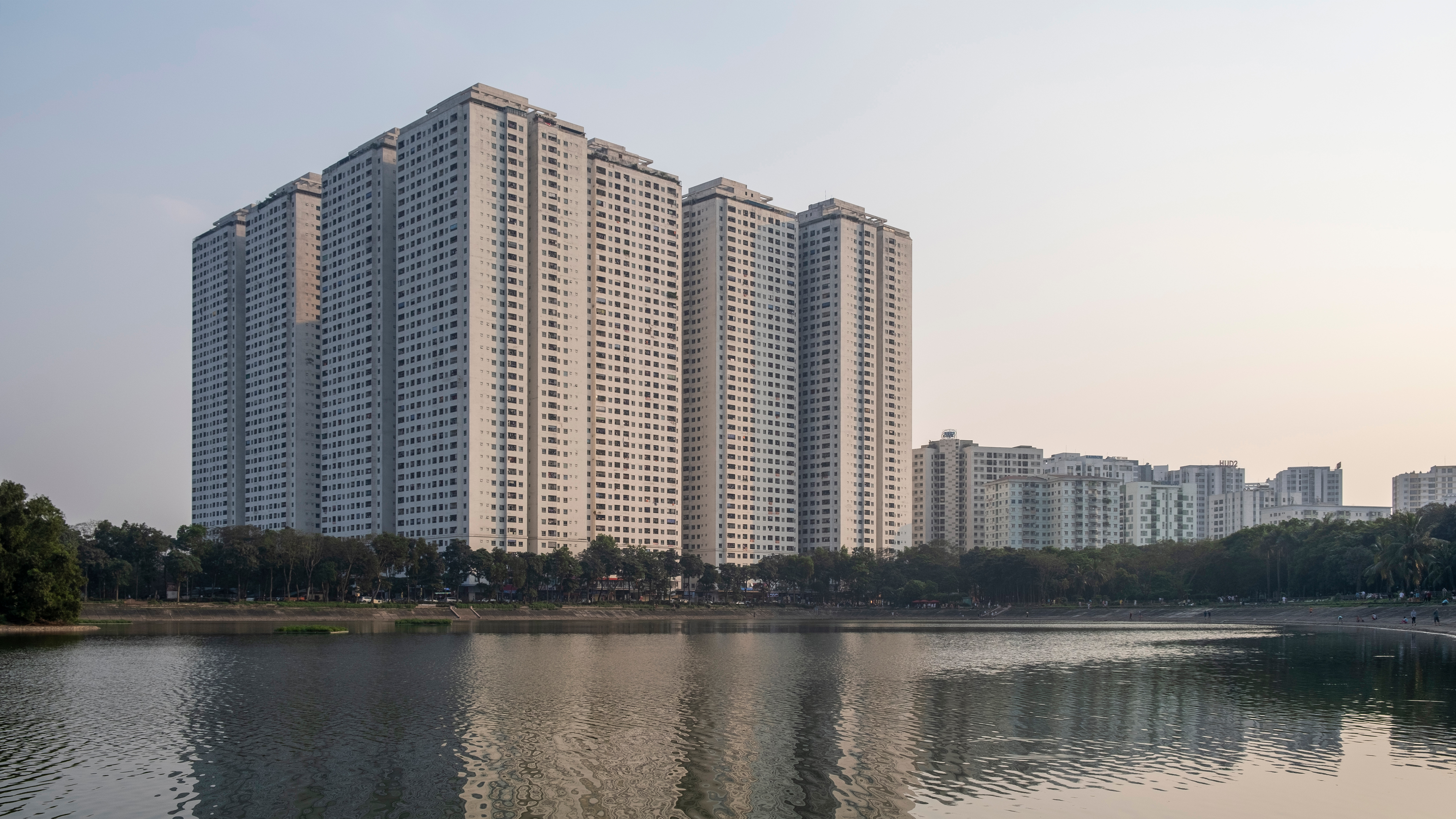
Chung cư HH Linh Đàm

Năm 2012, Thanh tra thành phố Hà Nội đã phát hiện chủ đầu tư là Tổng công ty Phát triển nhà và Đô thị có nhiều sai phạm tại khu đô thị Linh Đàm. Cụ thể, nhiều lô đất bị sử dụng sai mục đích, quy hoạch ban đầu; nhiều công trình xây sai mật độ xây dựng, sai hệ số sử dụng đất và vượt tầng so với quy hoạch được duyệt.
Vào năm 2016, Tập đoàn Mường Thanh đã đưa vào sử dụng tổ hợp chung cư HH Linh Đàm với 12 tòa nhà dành cho người thu nhập thấp, mỗi tòa 35 đến 41 tầng. Tuy nhiên, công trình này sau đó cũng bị phát hiện sai phạm do xây vượt nhiều tầng so với số tầng cho phép là 27. Các tòa nhà này được ước tính có sức chứa đến 30.000 người, mật độ dân số khoảng 9 người/m² và được xem là khu chung cư mật độ dân số đông nhất Hà Nội tại thời điểm đó (2016).